# Sparkasse Uecker-Randow
Die Sparkasse Uecker-Randow ist eine im Bereich des Altkreises Uecker-Randow tätige Sparkasse mit Sitz in Pasewalk.

## Geschichte
Die Anfänge der Sparkasse gehen auf das Jahr 1835 zurück, als in Pasewalk eine eigene Spar-Casse gegründet wurde. Die Geschäftsräume befanden sich zunächst im Rathaus.

## Geschäftszahlen
Die Sparkasse Uecker-Randow wies im Geschäftsjahr 2023 eine Bilanzsumme von 939,72 Mio. Euro aus und verfügte über Kundeneinlagen von 787,76 Mio. Euro. Gemäß der Sparkassenrangliste 2023 liegt sie nach Bilanzsumme auf Rang 322. Sie unterhält 8 Filialen/Selbstbedienungsstandorte und beschäftigt 141 Mitarbeiter.

## Struktur
Träger ist der Landkreis Vorpommern-Greifswald.

### Vorstand
Der Vorstand besteht aus zwei Mitgliedern. Ihm gehören an:
- Annett Zahn, Vorsitzende seit 1. Januar 2012[5]
- Susan Mirasch, Mitglied seit 1. Januar 2012[5]

### Verwaltungsrat
Der Verwaltungsrat hat zwölf Mitglieder. Die Mitglieder werden in den jeweiligen Jahresabschlüssen genannt, die im Bundesanzeiger veröffentlicht werden.

### Ehemalige Persönlichkeiten
- Volker Böhning, Verwaltungsratsvorsitzender bis 3. September 2011[5]